# Von Dutch

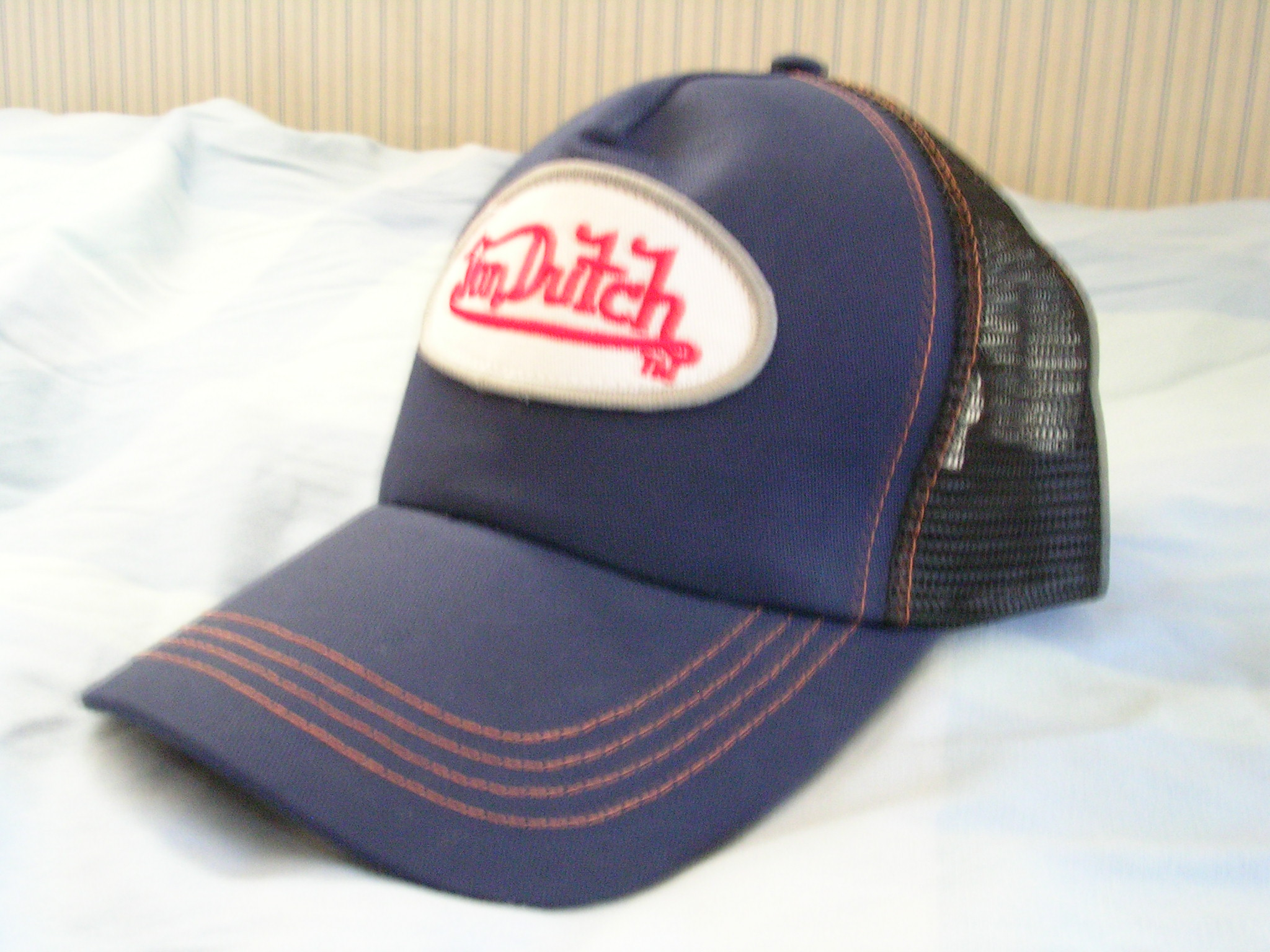
Baseballcap der Marke

Von Dutch ist eine seit 1999 weltweit operierende US-amerikanische Modemarke, die vom Franzosen Christian Audigier mitgestaltet wurde. Er zog sich jedoch zur Förderung seiner eigenen Marke Ed Hardy 2004 aus dem Geschäft zurück. CEO ist der dänische Schauspieler Tonny Sorensen. Der Name leitet sich vom Spitznamen des Mechanikers Kenneth Howard ab.
Das Label hat Baseballcaps und des Öfteren T-Shirts und auch Hosen im Angebot. Durch prominente Träger wie Britney Spears, Madonna, Mike Tyson und Bill Clinton bekam die Marke ein hohes Medienecho. Damit orientiert man sich vor allem am nordamerikanischen Markt für Biker.
2009 wollte Von Dutch auch Unterwäsche, Schmuck und Socken auf den Markt bringen. Zuvor hatte man sich 2005 mit einem Energydrink, den man in Lizenz produzieren ließ, auf dem Markt nicht erfolgreich durchsetzen können. Ebenfalls werden von dritter Hand Uhren unter dem Namen hergestellt.